# Samuel Firmino de Jesus
Samuel Firmino de Jesus, mais conhecido como Samuel (São Paulo, 7 de abril de 1986), é um ex-futebolista brasileiro que atuava como zagueiro.

## Carreira
Samuel foi revelado pelo Ituano e seguiu viagem para a Portuguesa. Em 2010, foi para o São Paulo, porém, sem agradar, não renovou seu contrato, válido até o fim do mesmo ano.
Em 31 de janeiro de 2011, no último dia do mercado de transferências da Europa, é anunciada a sua transferência para o Werder Bremen. Em julho de 2011, transferiu-se para o Anderlecht, da Bélgica.
Em dezembro de 2017 acertou seu retorno ao ABC, clube que defendeu as cores durante 2014.

## Títulos
Portuguesa
- Campeonato Paulista - Série A2: 2007

Anderlecht
- Campeonato Belga: 2011–12

ABC
- Copa Cidade de Natal: 2018
- Copa RN: 2018
- Campeonato Potiguar: 2018